# Royal Challengers Bengaluru
Die Royal Challengers Bengaluru (bis 2024 Royal Challengers Bangalore; Kannada: ರಾಯಲ್ ಚಾಲೆಂಜರ್ಸ್ ಬೆಂಗಳೂರು,oft auch nur RCB) sind eine Cricketmannschaft in Bengaluru. Sie spielt in der Indian Premier League. Das Team gehört dem Großbrauer Vijay Mallya und dessen Firma UB Group. Brijesh Patel ist der Manager.

## Geschichte
Die Indian Premier League ist die wichtigste nationale Cricket-Liga im Twenty20-Cricket, organisiert durch den indischen Cricket-Verband und unterstützt durch den International Cricket Council.
Im Vorfeld der ersten Saison hatte der indische Verband eine Liste mit acht Städten vorgelegt, in denen Franchises entstehen sollten. Am 20. Februar 2008 wurde eine Auktion abgehalten, in deren Folge sich Vijay Mallya für 111,6 Millionen US-Dollar die Rechte am Team in Bengaluru sicherte. Die beiden Bollywood-Schauspielerinnen Katrina Kaif und Deepika Padukone, sowie die südindischen Filmstars Ramya und Upendra sind die Marken-Botschafter des Teams. Ab der Saison 2024 änderte das team den Namen zu Royal Challengers Bengaluru.

### 2008 IPL Saison
Die Mannschaft gewann in dieser Saison lediglich vier Spiele und beendete das Jahr auf dem vorletzten Tabellenplatz. Finanziell wurde ein Verlust von rund 8,5 Mio. USD erwirtschaftet.
Lediglich ein Batsman (Schlagmann) kam im Laufe der Saison auf mehr als 300 Runs. Hinzu kam, dass der teuerste ausländische Einkauf Jacques Kallis völlig enttäuschte und zwischenzeitlich sogar für einige Spiele nicht aufgestellt wurde. Die Serie von Niederlagen sorgte dafür, dass während der Saison Charu Sharma als CEO entlassen und durch Brijesh Patell ersetzt wurde.
Auch Trainer Venkatesh Prasad stand kurz vor der Entlassung, konnte seinen Job aber retten, weil er sich öffentlich für die schlechten Leistungen seines Teams entschuldigte. Besitzer Vijay Mallya kritisierte zudem Charu Sharma und Rahul Dravid für eine verfehlte Einkaufspolitik und bereute es, sich nicht persönlich um die Zusammenstellung des Kaders gekümmert zu haben.

## Stadion

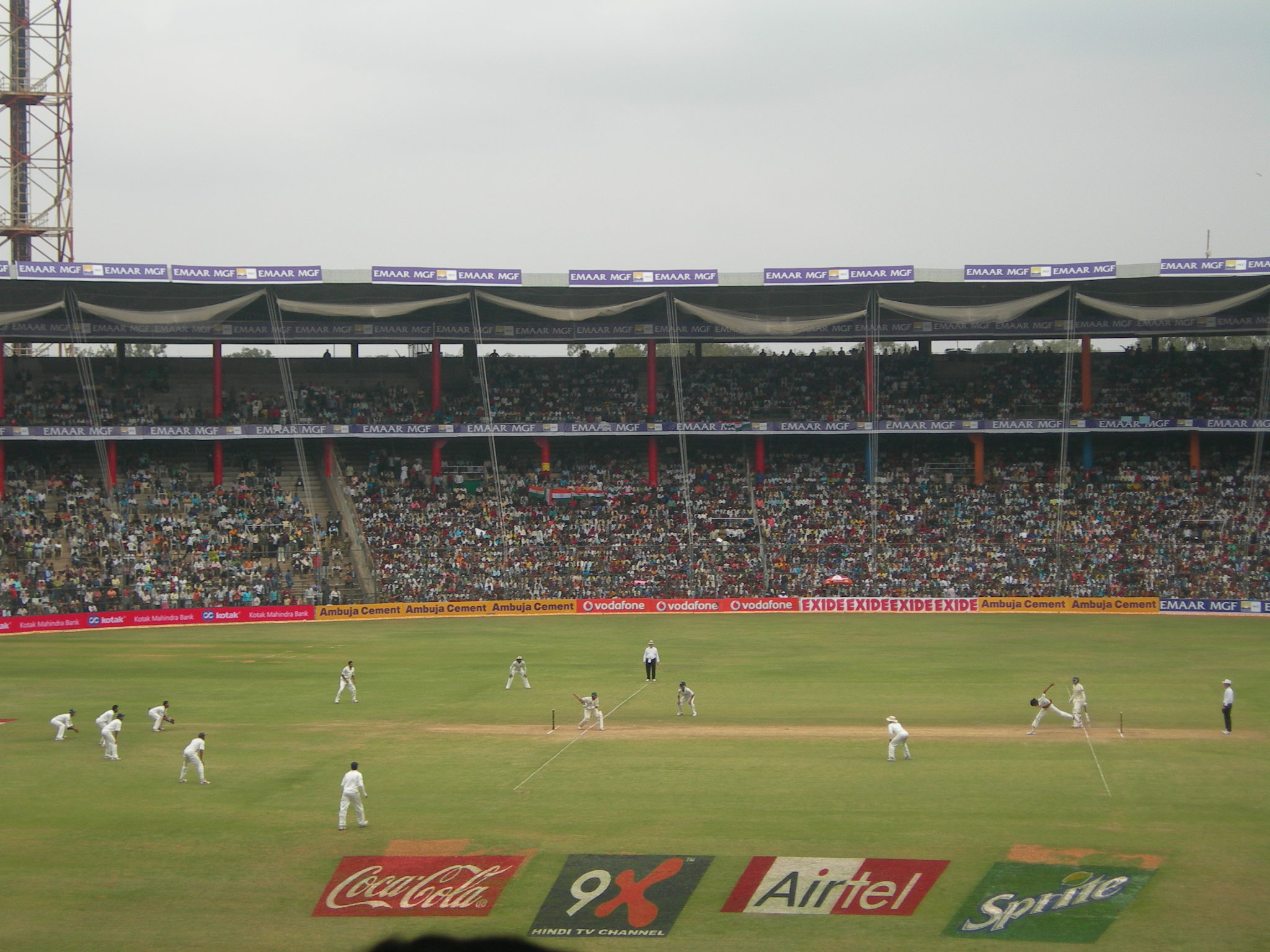
Cricket-Test Indien gegen Pakistan 2007 im M. Chinnaswamy-Stadium

Die Challengers tragen ihre Heimspiele im M. Chinnaswamy Stadium im Herzen der Stadt Bengaluru aus. Es hieß ursprünglich nach dem Eigentümer Karnataka State Cricket Association Stadium, wurde aber später nach dem indischen Cricket-Funktionär Mangalam Chinnaswamy umbenannt.
Der Grundstein wurde 1969 gelegt und die Bauarbeiten begannen 1970. Die ersten hochklassigen Cricket-Spiele fanden in der Saison 1971/72 statt und 1974 folgte das erste Test-Match. Das Stadion hatte vormals eine Kapazität von 55.000 Zusehern, fasst aber dieser Tage nurmehr 40.000. Es soll nunmehr auf ein Fassungsvermögen von 70.000 Zusehern ausgebaut werden.
Im Stadion finden auch andere sportliche und kulturelle Veranstaltungen, wie beispielsweise 1997 die Miss-World-Veranstaltung statt. Zum Areal des Stadions gehört auch die National Cricket Academy.

## Sonstiges
Ab der IPL-Saison 2016 verwendet das Team als erster der 8 IPL-Franchises unterschiedliche Trikotfarben für Heim- und Auswärtsspiele. Die Heimattrikots sind grün und rot, die Auswärtsfarben sind schwarz und rot.

## Abschneiden in der IPL
| Jahr | Spiele | Siege | Niederlagen | No Result | Endplatzierung (Vorrunde) |
| ---- | ------ | ----- | ----------- | --------- | ------------------------- |
| 2008 | 14     | 4     | 10          | 0         | Vorrunde (7/8)            |
| 2009 | 16     | 9     | 7           | 0         | Finale (3/8)              |
| 2010 | 16     | 9     | 7           | 0         | Halbfinale (4/8)          |
| 2011 | 15     | 10    | 5           | 0         | Finale (1/10)             |
| 2012 | 16     | 8     | 7           | 1         | Vorrunde (5/9)            |
| 2013 | 16     | 9     | 7           | 0         | Vorrunde (5/9)            |
| 2014 | 14     | 5     | 9           | 0         | Vorrunde (7/8)            |
| 2015 | 14     | 7     | 5           | 2         | Halbfinale (3/8)          |
| 2016 | 14     | 8     | 6           | 0         | Finale (2/8)              |
| 2017 | 14     | 3     | 10          | 1         | Vorrunde (8/8)            |
| 2018 | 14     | 6     | 8           | 0         | Vorrunde (6/8)            |
| 2019 | 14     | 5     | 8           | 1         | Vorrunde (8/8)            |
| 2020 | 14     | 7     | 7           | 0         | Halbfinale (4/8)          |
| 2021 | 14     | 9     | 5           | 0         | Halbfinale (3/8)          |
| 2022 | 14     | 8     | 6           | 0         | Halbfinale (4/8)          |
| 2023 | 14     | 7     | 7           | 0         | Vorrunde (6/10)           |

## Abschneiden in der Champions League
Über die Indian Premier League konnte sich die Royal Challengers Bangalore für die Champions League qualifizieren.
| Jahr | Spiele | Siege | Niederlagen | No Result | Endplatzierung (Vorrunde) |
| ---- | ------ | ----- | ----------- | --------- | ------------------------- |
| 2009 | 3      | 1     | 2           | 0         | Vorrunde (3/4)            |
| 2010 | 4      | 2     | 2           | 0         | Halbfinale (2/5)          |
| 2011 | 4      | 2     | 2           | 0         | Finale (2/5)              |